# شكاعة أوليفييه
شكاعة أوليفييه (باللاتينية: Fagonia olivieri) نوع نباتي ينتمي إلى جنس الشكاعة من الفصيلة القديسية.

## الموئل والانتشار
موطنه المغرب العربي وبلاد الشام وتركيا.